# Akerrou
Akerrou (în arabă أقرو) este o comună din provincia Tizi Ouzou, Algeria.
Populația comunei este de 4.660 de locuitori (2008).